# Paid My Dues
A Paid My Dues Anastacia amerikai énekesnő első kislemeze második, Freak of Nature című albumáról. A dal nagy sikert aratott, főleg Európában: listavezető lett Dániában, Norvégiában, Olaszországban és Svájcban, és több más országban a top 10-be jutott. A dal videóklipjét Liz Friedlander rendezte és Los Angelesben forgatták; szerepel a The Video Collection című DVD-n (2002).

## Számlista
CD kislemez (Egyesült Királyság)
1. Paid My Dues – 3:20
2. Paid My Dues (The S-Man’s Darkstar Mix) – 5:35
3. I Dreamed You – 5:08

CD kislemez (Európa)
1. Paid My Dues – 3:20
2. Funk Medley (Live from Amsterdam) (Sexy Mother Fucker, Underdog, Play That Funky Music) – 7:30

CD maxi kislemez (Európa)
1. Paid My Dues – 3:20
2. Paid My Dues (The S-Man’s Darkstar Mix) – 5:25
3. Paid My Dues (The S-Man’s Darkstar Dub Mix) – 5:23
4. Funk Medley (Live from Amsterdam) – 7:30

CD kislemez (Ausztrália)
1. Paid My Dues – 3:20
2. Paid My Dues (The S-Man’s Darkstar Mix) – 5:25
3. Paid My Dues (The S-Man’s Darkstar Dub Mix) – 5:23
4. I Dreamed You – 5:08
5. Funk Medley (Live from Amsterdam) – 7:30

12" kislemez (USA)
A1. Paid My Dues – 3:20
A2. Paid My Dues (The S-Man’s Darkstar Mix) – 5:25
B1. Paid My Dues (The S-Man’s Darkstar Dub Mix) – 5:23
B2. Funk Medley (Live from Amsterdam) – 7:30
12" promóciós kislemez (Egyesült Királyság)
A. Paid My Dues (The S-Man’s Darkstar Mix) – 5:25
B. Paid My Dues – 3:20
12" promóciós kislemez – Blaze remixek (Egyesült Királyság)
A. Paid My Dues (Shelter Vocal Mix) – 8:10
B. Paid My Dues (Shelter Dub Mix) – 6:08

## Helyezések és minősítések
| Slágerlista (2001/2002)        | Legmagasabb helyezés |
| ------------------------------ | -------------------- |
| Ausztrál kislemezlista         | 39                   |
| Belga kislemezlista (Flandria) | 6                    |
| Belga kislemezlista (Vallónia) | 16                   |
| Brit kislemezlista             | 14                   |
| Dán kislemezlista              | 1                    |
| European Hot 100 Singles       | 2                    |
| Finn kislemezlista             | 18                   |
| Francia kislemezlista          | 10                   |
| Holland kislemezlista          | 4                    |
| Német kislemezlista            | 3                    |
| Norvég kislemezlista           | 1                    |
| Olasz kislemezlista            | 1                    |
| Osztrák kislemezlista          | 3                    |
| Román kislemezlista            | 3                    |
| Spanyol kislemezlista          | 4                    |
| Svájc kislemezlista            | 1                    |
| Svéd kislemezlista             | 2                    |
| Új-zélandi kislemezlista       | 24                   |

| Ország        | Minősítés  |
| ------------- | ---------- |
| Ausztria      | Aranylemez |
| Belgium       | Aranylemez |
| Franciaország | Ezüstlemez |
| Németország   | Aranylemez |
| Norvégia      | Aranylemez |
| Svájc         | Aranylemez |